# Poilhes
Poilhes är en kommun i departementet Hérault i regionen Occitanien i södra Frankrike. Kommunen ligger i kantonen Capestang som tillhör arrondissementet Béziers. År 2022 hade Poilhes 534 invånare.

## Befolkningsutveckling
Antalet invånare i kommunen Poilhes
Referens:INSEE